# Tom Nyariki
Thomas « Tom » Nyariki (né le 27 septembre 1971 à Nyamira) est un ancien athlète kényan spécialiste du demi-fond, du cross-country et pratiquant des courses de fond. Il est marié avec Jackline Maranga, ancienne spécialiste du 1 500 mètres et de cross-country.

## Carrière
Il s'adjuge sur la piste la médaille de bronze du 5 000 mètres aux Championnats du monde 1997.

### Palmarès
| Date | Compétition                          | Lieu         | Résultat | Épreuve          | Performance    |
| ---- | ------------------------------------ | ------------ | -------- | ---------------- | -------------- |
| 1996 | Jeux olympiques d'été                | Atlanta      | 5e       | 5 000 mètres     | 13 min 12 s 29 |
| 1997 | Championnats du monde de cross       | Turin        | 3e       | Cross long       | 34 min 20 s    |
| 1997 | Championnats du monde                | Athènes      | 3e       | 5 000 mètres     | 13 min 11 s 09 |
| 1997 | Finale du Grand Prix IAAF            | Fukuoka      | 2e       | 5 000 mètres     | 13 min 10 s 41 |
| 1998 | Championnats du monde de cross       | Marrakech    | 4e       | Cross long       | 34 min 37 s    |
| 1998 | Grand prix final de la Golden League | Moscou       | 8e       | 3 000 mètres     | 7 min 53 s 36  |
| 1998 | Coupe du monde des nations           | Johannesburg | 3e       | 3 000 mètres     | 7 min 59 s 46  |
| 1998 | Coupe du monde des nations           | Johannesburg | 1er      | Coupe par équipe | 110 points     |
| 1998 | Jeux du Commonwealth                 | Kuala Lumpur | 2e       | 5 000 mètres     | 13 min 28 s 09 |

### Records
| Épreuve      | Performance    | Lieu      | Date           |
| ------------ | -------------- | --------- | -------------- |
| 3 000 mètres | 7 min 27 s 71  | Monaco    | 10 août 1996   |
| 5 000 mètres | 12 min 55 s 94 | Stockholm | 7 juillet 1997 |